# 拾寅
拾寅，（？—481年）又作什寅，号为河南王，為4－6世紀建立之吐谷渾第十二任統治者，他為西平王慕利延侄子，树洛干的儿子，承襲西平王擔任首領，在位期間為453年-481年。
452年（北魏兴安元年），其叔慕利延去世，继立为王。他居于伏罗川，用书契，修筑宫殿城池，信奉佛教。对北魏奉修职贡，被封为镇西大将军、沙州刺史、西平王。又向刘宋进贡，453年，被刘宋封为镇西大将军。其地盛产金、银、牛、马，被北魏觊觎。460年，北魏阳平王拓跋新成、南郡公李惠两路袭击，他退守南山（今青海湖南山），丧失驼马二十万。470年，再因没有进贡北魏，被魏上党王长孙观在曼头山（今青海共和西南）击败，他的从弟豆勿来归降北魏。他派别驾康盘龙入贡求和，被拒绝。后吐谷浑饥荒，又攻打北魏浇河（今青海贵德）。473年，长孙观和广川公皮欢喜袭击吐谷浑，他派儿子请和。474年，派儿子费斗斤作为侍子，于是每年进贡北魏。，随后与魏和平交往。同时遣使刘宋，献善舞之马及方物，接受宋封号。479年，南齐建立，他遣使朝贡，被封为骠骑大将军。
子
- 永安王费斗斤（吐谷浑斤）
- 度易侯，481-490年在位

| 前任： 慕利延 | 吐谷渾首領 在位期間453年-481年 | 繼任： 度易侯 |